# Триборид тетраникеля
Триборид тетраникеля — бинарное неорганическое соединение
никеля и бора
с формулой Ni4B3,
кристаллы.

## Получение
- Сплавление стехиометрических количеств чистых веществ:

{\displaystyle {\mathsf {4Ni+3B\ {\xrightarrow {1031^{o}C}}\ Ni_{4}B_{3}}}}

## Физические свойства
Триборид тетраникеля имеет большую область гомогенности и, в зависимости от состава Ni4B3-x, образует кристаллы:
- o-Ni4B3, x≈0,2, ромбическая сингония, пространственная группа P nma, параметры ячейки a = 1,1953 нм, b = 0,2981 нм, c = 0,6569 нм, Z = 4.
- m-Ni4B3, x≈0,1, моноклинная сингония, пространственная группа C 2/c, параметры ячейки a = 0,6430 нм, b = 0,4882 нм, c = 0,7818 нм, β = 103,3°, Z = 4.